# Rohozná (ort i Tjeckien, Pardubice, lat 49,81, long 15,81)
Rohozná är en ort i Tjeckien.   Den ligger i regionen Pardubice, i den centrala delen av landet, 100 km öster om huvudstaden Prag. Rohozná ligger 594 meter över havet och antalet invånare är 683.
Terrängen runt Rohozná är platt åt sydost, men åt nordväst är den kuperad. Runt Rohozná är det ganska tätbefolkat, med 172 invånare per kvadratkilometer. Närmaste större samhälle är Hlinsko, 8,4 km sydost om Rohozná. I omgivningarna runt Rohozná växer i huvudsak blandskog.